# Сергей Корольов
Вижте пояснителната страница за други личности с името Корольов.
Сергей Павлович Корольов (на руски: Серге́й Па́влович Королёв, на украински: Сергі́й Па́влович Корольо́в (Королів)) е съветски учен и конструктор на ракетна и космическа техника.
Той е двукратен герой на социалистическия труд, лауреат на Ленинска премия, академик на Академията на науките на СССР. Наричан е Баща на съветската космонавтика.
Корольов е създателят на съветското стратегическо ракетно оръжие със среден и междуконтинентален обсег и основоположник на практическата космонавтика. Неговите конструкторски разработки на ракетна техника имат изключителна важност за развитието на съветското ракетно въоръжение, а в областта на космонавтиката имат световно значение.

## Биография

### Ранни години
Роден е в град Житомир, Украйна, Руска империя на 30 декември 1906 (12 януари 1907 нов стил) г. Баща (син на руснак и беларуска от Могильов) е учител по руска литература, майка му (от казашко-гръцко-полски произход) е дъщеря на търговец от Нежин; живеят в Киев от 1908 г. Поради финансови затруднения родителите му се разделят (1910), развеждат се след години. Децата живеят при нейните родители в Нежин и се връщат при нея в Киев (1914), където тя се омъжва.
Сергей постъпва в подготовителен клас на киевска гимназия (1915), после в I клас на одеска гимназия (1917), а след закриването ѝ получава домашно обучение. От малък проявява изключителен интерес към летателни апарати. Занимава се в кръжоци от 1921 г. На 17 години създава своя първи планер.
През 1924 г. постъпва в Киевския политехнически институт. През есента на 1926 г. се прехвърля в Московското висше техническо училище (МГТУ имени Баумана), където става планерист.
След като се дипломира, Корольов постъпва на работа в Московския университет и интересът му се променя – вместо със самолетостроене, започва да се занимава с ракетна техника – област, която по онова време има само теоретични основи.
През 1931 г. Корольов основава ГИРД- група за изучаване на реактивното движение. Групата успява да разработи първите съветски ракети с течно гориво – ГИРД-09 и ГИРД-10. През 1933 г. военните поемат групата и заедно с Валентин Глушко създават първия пилотиран летателен апарат с ракетен двигател РП-318 (РакетоПлан).

### Лагери на ГУЛАГ
На 22 юни 1938 г. Корольов е арестуван от служители на НКВД. Осъден е на 10 години затвор за участие в троцкистка организация и е изпратен в трудов лагер на ГУЛАГ в Източен Сибир. Делото му е преразгледано след няколко месеца и е преместен в т.нар. шарашка (секретна научно-конструкторска организация). Освободен е през 1944 г.

### Космонавтика
В края на 1940-те и началото на 1950-те години Корольов работи по междуконтиненталните балистични ракети от Р-1 до Р-7.
На 4 октомври 1957 година е изстрелян първият в света изкуствен спътник „Спътник-1“, който е изведен в орбита от ракета-носител Р-7.

## Награди
- лауреат на Ленинска премия
- 3 ордена „Ленин“, орден „Почетен знак“ („Знак Почёта“) и медали
- 2 пъти звание „Герой на социалистическия труд“ (1956, 1961)
- „Почетен гражданин“ на градовете Калуга, Корольов и Байконур[2].

## Памет
Открити са 3 музея за живота и делото на великия учен:
- Дом музей „Корольов“ в родния му дом в Житомир (1970),
- Мемориален дом музей „Корольов“ в последния му дом в Москва (1975),
- Музей на космонавтиката „Корольов“ в Житомир (1987).

Издигнати са редица паметници (скулптури, плочи и др.) на Корольов. В негова чест са наречени обекти и организации, сред които:
- град Корольов, Московска област, преименуван (1996) от Калининград
- Международно летище Курумоч (Самара)
- Самарски национален изследователски университет
- Житомирски военен институт
- Природо-математическа гимназия „Сергей П. Корольов“, Благоевград
- Професионална гимназия „Сергей П. Корольов“, Дупница
- кратер Корольов на обратната страна на Луната
- кратер Корольов на планетата Марс
- астероид 1855 Корольов
- авиолайнер Еърбъс A321 (VQ-BEI) на авиокомпанията „Аерофлот“
- кораб „Академик Сергей Корольов“ на АН на СССР и Украинската АН
- космически кораб „Союз МС-21“ (2022)
- космически кораб в сериала „Старгейт SG-1“
- район, микрорайон, улици, площад

На академик Корольов и обекти с името му са посветени филателни продукти (пощенски марки, пликове, печати) и монети.